# Atholl John Anderson

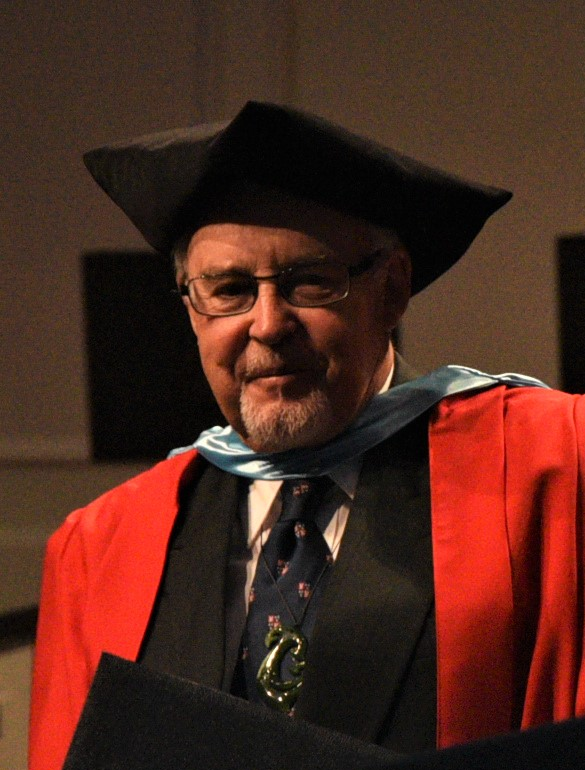
Atholl John Anderson (2015)

Atholl John Anderson (* 1943 in Hawera, Neuseeland) ist ein neuseeländischer Archäologe, Anthropologe und emeritierter Professor für Urgeschichte der Australian National University (ANU).

## Leben
Atholl Anderson, geboren 1943 in Hawera, aufgewachsen in Dunedin und Nelson, hat Wurzeln zu dem Iwi der Ngāi Tahu Whanui durch Abstammung von den Rakiura Māori. Von 1957 bis 1958 besuchte er die Otago Boys’ High School in Dunedin.
Anderson studierte Geographie an der University of Canterbury. Nach seinem Bachelor-Abschluss im Jahr 1966 und seinem Master zwei Jahre später, ging er für ein Jahr an das Teachers Training College. Es war die Bedingung für die Finanzierung seines Studiums über das Teachers Training College Studentship Program, nach Abschluss des Studiums an einer Schule als Lehrer zu arbeiten. Dies tat er von 1968 an und wurde stellvertretender Schulleiter an der ländlichen Primary School in Karamea an der West Coast. In dieser Zeit heiratete er auch seine Frau Sandy. Aus der Ehe ging eine Tochter hervor.
1970 schrieb sich Anderson für das Master-Studium in Archäologie an der University of Otago ein, nahm an einem Archäologie-Projekt (1969–1972) in der Palliser Bay teil und schloss seinen Master in Archäologie 1973 mit First Class Honours (erste Klasse Auszeichnung) ab.
Noch im selben Jahr beantragte Anderson für seine Doktorarbeit und Forschungsprojekt auf den Chatham Islands ein Stipendium über den Commonwealth Scholarship and Fellowship Plan (CSFP) an der University of Cambridge. Ohne auf eine Bewilligung zu warten, begann er mit seinen Felduntersuchungen auf den Inseln und wurde dort von dem positiven Bescheid aus Cambridge überrascht. Er zog noch 1973 mit seiner Familie nach England, schrieb sich für seine Doktorarbeit an der University of Cambridge ein, und ging für seine Feldforschungen zuerst zurück auf die Chatham Islands, dann nach Frankreich und zuletzt nach Lappland, hoch im Norden von Schweden. Er lernte Schwedisch, studierte schwedische Bibliotheken, beendete sein Studium 1976 mit einer Dissertation zu dem Thema: „Prehistoric competition and economical change in northern Sweden“ (Urgeschichtlicher Konkurrenzkampf und ökonomische Veränderungen im nördlichen Schweden) und schloss mit der Auszeichnung Doctor of Philosophy (PhD) ab.
Zurück in Neuseeland übernahm er 1977 zuerst eine Stelle an der University of Auckland, um dann 1978 einem Angebot der University of Otago folgend eine Assistenzstelle als Dozent für Anthropologie anzunehmen. In Dunedin heiratete er ein zweites Mal. Aus der Ehe mit seiner Frau Rosanne gingen zwei Kinder hervor. Anderson war an der University of Otago sehr produktiv, nicht nur als Dozent, sondern auch als Forscher. 1978 leitete er eine Expedition zu den Kermadec Islands, bedeutsame Ausgrabungen in Purakanui in der Nähe von Dunedin, auf Lee Island im Lake Te Anau und im Mündungsbereiche des Waihemo / Shag River folgten. Mit dem Southern Hunters Project erforschte er nicht nur die Frühgeschichtliche Ökonomie der Māori auf der Südinsel, sondern gab eine biologisch und historisch zusammenfassende Sicht auf die Megafauna Neuseelands. Seine Veröffentlichung „Prodigious Birds: Moas and moa-hunting in prehistoric New Zealand“ (Erstaunliche Vögel: Moas und Moajagd in prähistorischen Neuseeland) fand allgemein anerkannte Beachtung. Es folgten zahlreiche weitere Veröffentlichungen seiner Arbeiten. Auch schrieb er Biografien über Māori des südlichen Neuseelands für das Dictionary of New Zealand Biography.
1991 wurde er zum Professor für Anthropologie berufen und übernahm damit die Leitung des Anthropology Department der University of Otago. Doch bereits zwei Jahre später bekam er ein Angebot der Australian National University, das ihm neue Möglichkeiten für seine Forschungen im Bereich des Pazifischen Raums eröffnete.
Er wechselte 1993 an das College of Asia and the Pacific der Australian National University und übernahm den Lehrstuhl für Prehistory, Archaeology and Natural History, School of Culture, History & Language (Urgeschichte, Archäologie und Naturkunde, Schule der Kultur, Geschichte und Sprache). Er blieb dort bis zu seiner Pensionierung im Jahr 2008. Er füllte die 15 Jahre seiner Tätigkeit in Australien mit weiteren zahlreichen Forschungen und Veröffentlichungen. Dabei galt sein Hauptinteresse immer die Erforschung der Kulturgeschichte des Pazifischen Raums.
Nach seiner Pensionierung ging Anderson mit seiner Familie zurück nach Neuseeland und siedelte im Wairau Valley.

## Auszeichnungen
- 1990 – Percy Smith Medal[1]
- 1994 – Elsdon Best Medal[1]
- 2001 – Federation Medal of Australia für seine Verdienste in der Archäologie
- 2002 – Verleihung des Doctor of Science (ScD) der University of Cambridge
- 2006 – Companion des New Zealand Order of Merit (CNZM)[2]
- 2016 – Prime Minister’s Awards for Literary Achievement for Non-fiction

## Mitgliedschaften
- 1991 – Fellow der Royal Society of New Zealand
- 1996 – Fellow der Australian Academy of the Humanities
- 2002 – Fellow der Society of Antiquaries of London

## Werke
von über 280 Veröffentlichungen hier nur eine kleine Auswahl:
- Maori Settlement in the Interior of Southern New Zealand from the Early 18th to Late 19th Centuries A. D. In: The Polynesian Society (Hrsg.): The Journal of the Polynesian Society. Volume 91. Auckland 1982, S. 53–80 (englisch). (Online | Abruf=2012-08-19)
- When all the moa ovens grew cold: nine centuries of changing fortune for the southern Maori. Otago Heritage Books, Dunedin 1983 (englisch).
- Te Puoho’s Last Raid. Otago Heritage Books, Dunedin 1986 (englisch).
- Prodigious Birds: moas and moa-hunting in prehistoric New Zealand. Cambridge University Press, Cambridge 1989 (englisch).
- Hocken Library (Hrsg.): Race against time: the early Maori-Pakeha families and the development of the mixed-race population in southern New Zealand. Dunedin 1991 (englisch).
- zus. m. James Herries Beattie: Traditional Lifeways of the Southern Maori. Hrsg.: Atholl John Anderson. Otago University Press, Dunedin 1994, ISBN 0-908569-79-3 (englisch).
- The Welcome of Strangers: An ethnohistory of southern Maori A.D. 1650-1850. University of Otago Press, Dunedin 1998 (englisch).
- A Fragile Plenty: Pre-European Māori and the New Zealand Environment. In: Environmental Histories of New Zealand. Oxford University Press, Oxford 2002, ISBN 0-19-558421-X, S. 19–34 (englisch).
- zus. m. Te Maire Tau: Ngāi Tahu: A Migration History. Bridget Williams Books, Wellington 2008, ISBN 978-1-877242-39-7 (englisch).
- zus. m. Geoffrey Clark: The Early Prehistory of Fiji. In: terra australis. Band 31. ANU E Press, Canberra 2009, ISBN 978-1-921536-88-5 (englisch).